# Беккер-Нойман, Кристиана
Кристиана Луиза Амалия Беккер-Нойман (нем. Christiane Luise Amalie Becker-Neumann; 15 декабря 1778, Кросно-Оджаньске — 22 сентября 1797, Веймар) — немецкая драматическая актриса

, которая начала выступать в 9 лет, но уже через десять лет туберкулёз оборвал жизнь юной примы, но даже за это короткое время она заслужила уважение (возможно и любовь) самого Гёте, который посвятил ей стихи, а в городе Веймаре ей был поставлен памятник работы Фридриха Вильгельма Ойгена Дёлля.

## Биография
Кристиана Нойман родилась 15 декабря 1778 года в прусском городе Кроссене-на-Одере (ныне Кросно-Оджаньске, Польша) в семье театрального менеджера и драматического поэта Иоганна Кристиана Ноймана. 

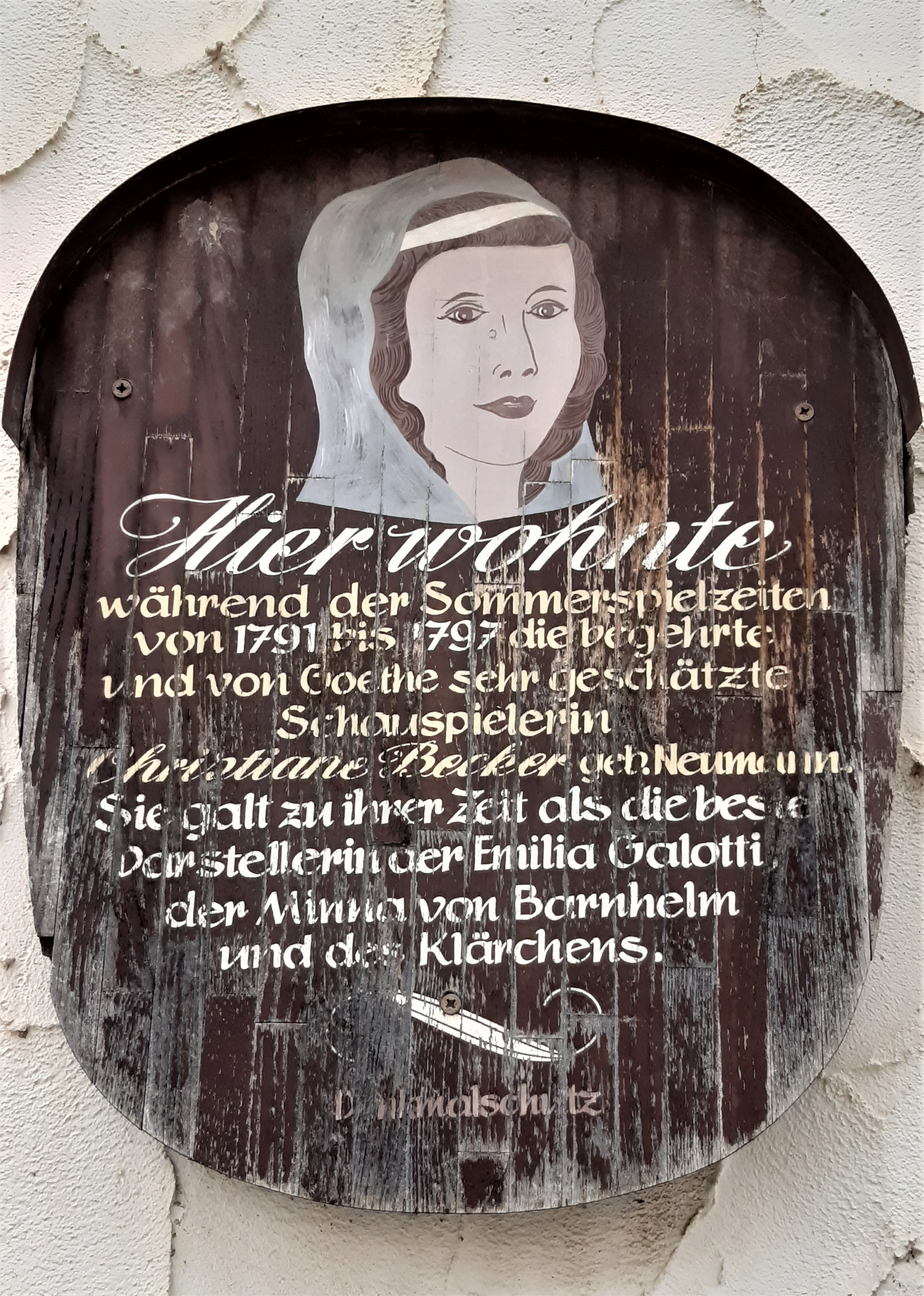
Беккер-Нойман

Видимо не без содействия отца, в 1787 году,  на девятом году жизни выступила на театральной сцене в Веймаре, почти сразу заняв там первые роли в драме и трагедии. 
В Веймаре она прошла обучение у Гёте и у певицы Короны Шрётер, а ее красота и обаяние сделали её любимицей двора и публики. 
В 1793 году она вышла замуж за уроженца Берлина актёра Генриха Беккера (1770–1822). Вскоре после рождения первой дочери в 1794 году она вновь вернулась на сцену; в июне 1796 года у них родилась вторая дочь, но она умерла еще во младенчестве. 
Естественность и задушевность её игры очаровывали самого Иоганна Вольфганга фон Гёте, который обессмертил её в своей элегии «Ефросиния» написанной по случаю преждевременной кончины актрисы 22 сентября 1797 года от туберкулёза; ей едва исполнилось восемнадцать лет.